# Leichtathletik-Europameisterschaften 1990/Speerwurf der Frauen

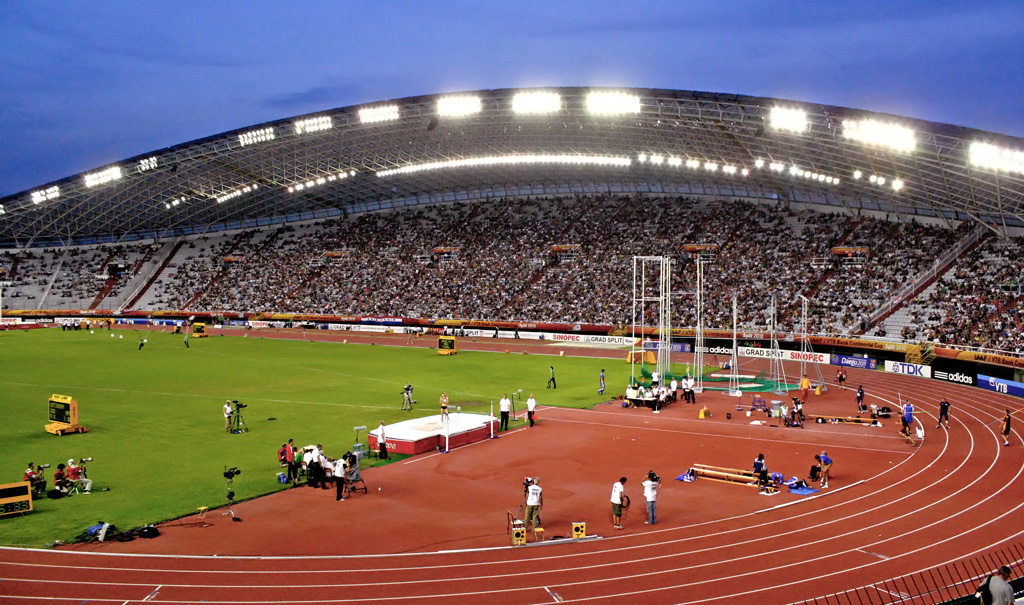
Das Stadion Poljud in Split im Jahr 2010

Der Speerwurf der Frauen bei den Leichtathletik-Europameisterschaften 1990 wurde am 29. und 30. August 1990 im Stadion Poljud in Split ausgetragen.
In diesem Wettbewerb errangen die Speerwerferinnen aus der DDR mit Silber und Bronze zwei Medaillen. Europameisterin wurde die Finnin Päivi Alafrantti. Sie gewann vor Karen Forkel. Bronze ging an die Olympiasiegerin von 1988, EM.Zweite von 1986, Vizeweltmeisterin von 1987 und Weltrekordinhaberin Petra Felke.

## Bestehende Rekorde
| Weltrekord           | 80,00 m | Petra Felke      | Potsdam, DDR (heute Deutschland) | 9. September 1988 |
| Europarekord         | 80,00 m | Petra Felke      | Potsdam, DDR (heute Deutschland) | 9. September 1988 |
| Meisterschaftsrekord | 77,44 m | Fatima Whitbread | EM Stuttgart, BR Deutschland     | 29. August 1986   |

Der bestehende EM-Rekord wurde bei diesen Europameisterschaften deutlich verfehlt. Die größte Weite erzielte die finnische Europameisterin Päivi Alafrantti im Finale mit 67,88 m, womit sie 9,56 Meter unter dem Rekord blieb. Zum Welt- und Europarekord fehlten ihr 12,56 m.

## Doping
In dieser Disziplin gab es einen Dopingfall. Die rumänische Speerwerferin Felicia Țilea, zunächst auf Rang neun, hatte gegen die Antidopingbestimmungen verstoßen. Ihre Platzierung wurde annulliert und sie wurde für die Dauer von zwei Jahren gesperrt.
Benachteiligt wurde in erster Linie die Ungarin Zsuzsa Malovecz. Sie wäre als Gesamtzwölfte der Qualifikation im Finale startberechtigt gewesen.

## Legende
Kurze Übersicht zur Bedeutung der Symbolik – so üblicherweise auch in sonstigen Veröffentlichungen verwendet:
| DOP | disqualifiziert wegen Dopingvergehens |
| NM  | keine Weite (no mark)                 |
| ogV | ohne gültigen Versuch                 |

## Qualifikation
29. August 1990
Neunzehn Wettbewerberinnen traten in zwei Gruppen zur Qualifikationsrunde an. Sieben von ihnen (hellblau unterlegt) übertrafen die Qualifikationsweite für den direkten Finaleinzug von 60,00 m. Damit war die Mindestzahl von zwölf Finalteilnehmerinnen nicht erreicht. Das Finalfeld wurde zunächst mit den fünf nächstplatzierten Sportlerinnen (hellgrün unterlegt), darunter die später wegen Dopingmissbrauchs disqualifizierte Felicia Țilea, auf zwölf Werferinnen aufgefüllt. So reichten für die Finalteilnahme erst einmal 58,72 m. Anschließend wurde die Finnin Päivi Alafrantti, die am folgenden Tag Europameisterin wurde, aufgrund eines Protestes der finnischen Mannschaftsführung zum Finale zugelassen. Alafrantti hatte in der Qualifikation eigentlich drei ungültige Würfe produziert. Doch bei einem ihrer Versuche, dessen Weite für die Finalteilnahme wohl gereicht hätte, war die Einstufung als ungültig sehr umstritten, sodass die Werferin doch im Finale dabei sein durfte.
Unklar ist, wie die Finnin Heli Rantanen, 1996 dann Olympiasiegerin, das Finale erreichen konnte. Sie rangierte nach übereinstimmenden Angaben der hier eingesetzten Quellen in der Qualifikation hinter drei ausgeschiedenen Werferinnen, taucht dann jedoch zunächst auf Platz dreizehn im Finale wieder auf. Demnach muss sie wie in der Tabelle in diesem Artikel nach Tileas dopingbedingter Disqualifikation als Zwölfte geführt werden, obwohl sie in den anderen hier benannten Quellen im Finale nicht gelistet ist.

### Gruppe A
| Platz | Name                | Nation         | Weite (m)                                      |
| ----- | ------------------- | -------------- | ---------------------------------------------- |
| 1     | Brigitte Graune     | BR Deutschland | 64,18                                          |
| 2     | Silke Renk          | DDR            | 63,36                                          |
| 3     | Petra Felke         | DDR            | 63,22                                          |
| 4     | Katalin Hartai      | Ungarn         | 61,60                                          |
| 5     | Natalja Schikolenko | Sowjetunion    | 59,92                                          |
| 6     | Anna Verouli        | Griechenland   | 59,36                                          |
| 7     | Antoaneta Selenska  | Bulgarien      | 58,72                                          |
| 8     | Amanda Liverton     | Großbritannien | 55,44                                          |
| 9     | Heli Rantanen       | Finnland       | 54,02 für das Finale zugelassen, Gründe unklar |
| DOP   | Felicia Țilea       | Rumänien       | 60,96 für das Finale zugelassen                |

### Gruppe B
| Platz | Name                 | Nation         | Weite (m)                                  |
| ----- | -------------------- | -------------- | ------------------------------------------ |
| 1     | Tiina Lillak         | Finnland       | 62,62                                      |
| 2     | Tessa Sanderson      | Großbritannien | 62,62                                      |
| 3     | Ingrid Thyssen       | BR Deutschland | 60,02                                      |
| 4     | Karen Forkel         | DDR            | 59,28                                      |
| 5     | Zsuzsa Malovecz      | Ungarn         | 58,48                                      |
| 6     | Natalia Tschernjenko | Sowjetunion    | 57,46                                      |
| 7     | NadineAuzeil         | Frankreich     | 56,88                                      |
| 8     | Sharon Gibson        | Großbritannien | 55,98                                      |
| NM    | Päivi Alafrantti     | Finnland       | ogV nach Protest für das Finale zugelassen |

## Finale
30. August 1990

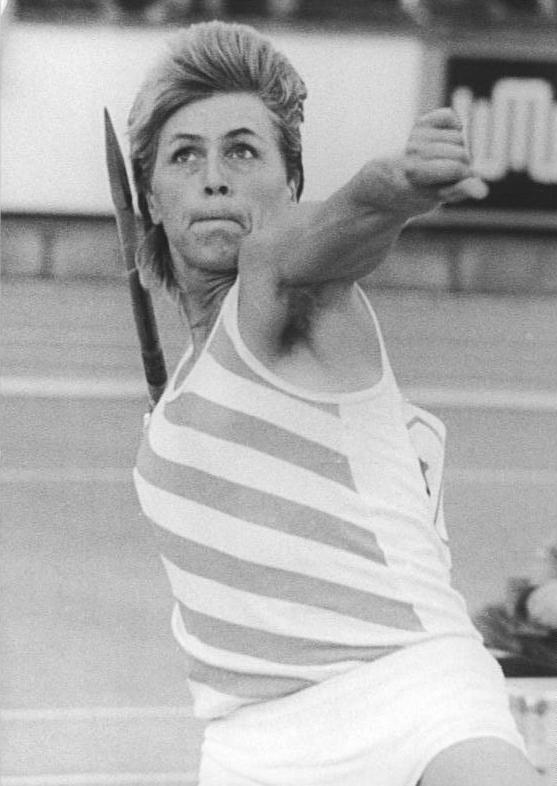
Die Olympiasiegerin von 1988, EM.Zweite von 1986, Vizeweltmeisterin von 1987 und Weltrekordinhaberin Petra Felke errang die Bronzemedaille
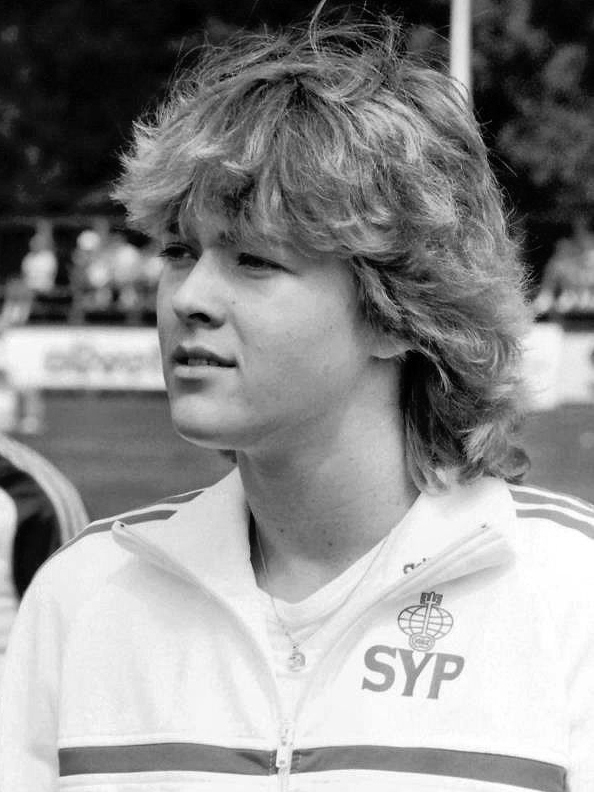
Die Weltmeisterin von 1983 und Olympiazweite von 1984 Tiina Lillak erreichte Platz neun
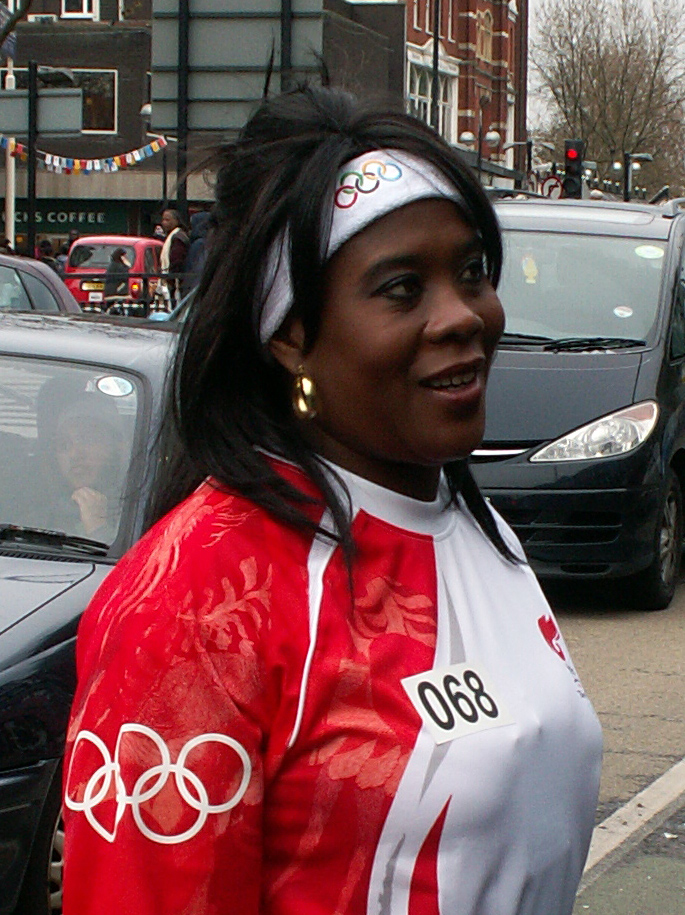
Die Olympiasiegerin von 1984 und EM-Zweite von 1978 Tessa Sanderson kam auf den elften Platz

| Platz | Name                | Nation         | Weite (m) |
| ----- | ------------------- | -------------- | --------- |
| 1     | Päivi Alafrantti    | Finnland       | 67,68     |
| 2     | Karen Forkel        | DDR            | 67,56     |
| 3     | Petra Felke         | DDR            | 66,36     |
| 4     | Silke Renk          | DDR            | 64,76     |
| 5     | Katalin Hartai      | Ungarn         | 63,52     |
| 6     | Ingrid Thyssen      | BR Deutschland | 61,84     |
| 7     | Antoaneta Selenska  | Bulgarien      | 61,24     |
| 8     | Anna Verouli        | Griechenland   | 59,32     |
| 9     | Tiina Lillak        | Finnland       | 58,80     |
| 10    | Brigitte Graune     | BR Deutschland | 58,54     |
| 11    | Tessa Sanderson     | Großbritannien | 57,56     |
| 12    | Heli Rantanen       | Finnland       | 53,98     |
| NM    | Natalia Schikolenko | Sowjetunion    |           |
| DOP   | Felicia Țilea       | Rumänien       | 58,80     |

## Videolinks
- 3020 European Track & Field 1990 Split Javelin Women Karen Forkel, www.youtube.com, abgerufen am 30. Dezember 2022
- 3027 European Track & Field 1990 Split Javelin Women Petra Felke, www.youtube.com, abgerufen am 30. Dezember 2022
- 3007 European Track & Field 1990 Split Javelin Women Tessa Sanderson, www.youtube.com, abgerufen am 30. Dezember 2022